# Olena Lukaș
Olena Lukaș (în ucraineană Олена Леонідівна Лукаш; n. 12 noiembrie 1976, Rîbnița, RSS Moldovenească, URSS) este o juristă și politiciană ucraineană, fost ministru al justiției din Ucraina și membru al Partidului Regiunilor. A fost distinsă cu titlul de „Jurist emerit al Ucrainei” (2010).

## Biografie
S-a născut în orașul Rîbnița din RSS Moldovenească, URSS (actualmente în Transnistria, Republica Moldova). A locuit în Severodonetsk, RSS Ucraineană din 1977. A absolvit Academia de Muncă și Relații Sociale din cadrul Federației Sindicale din Ucraina în anul 2000.
În 2001, a primit certificatul pentru desfășurarea activității de jurist, iar în 2001-2003 a condus agenția juridică „În numele dreptului” (Агентство "Іменем Закону"). În anii 2004-2005 a fost instructor superior la Academia ucraineană de Comerț Exterior și mai târziu la agenția juridică „Libera”. 
Din 2006 până în 2012, a fost aleasă în Rada Supremă. În acea perioadă, a fost de asemenea și prim-ministru adjunct al Cabinetului de Miniștri. În 2010-2011 a fost primul vicepreședinte al administrației prezidențiale și a reprezentat președintele Ucrainei la Curtea Constituțională a Ucrainei. În decembrie 2012, a fost numită ministru al Cabinetului de Miniștri.
La 2 iulie 2013, Oleksandr Lavrînovîci a fost ales membru al Consiliului Suprem de Justiție al Ucrainei. Lukaș la înlocuit pe Lavrînovîci în funcția de ministru al Justiției 2 zile mai târziu.
În februarie 2014, Lukaș a fost dată în căutare internațională pentru crimă și complicitate în masă în timpul revoluției ucrainene din februarie 2014, când președintele Ianukovici a fugit în Rusia. De atunci, ea a fost plasată și pe lista de sancțiuni UE. În iunie 2015, era căutată și pentru acuzații de abuz în serviciu și fraudă.
La 5 noiembrie 2015, Serviciul de Securitate al Ucrainei a arestat-o, aceasta fiind pe o lista de căutare pentru implicare în crime împotriva protestatarilor Euromaidan.